# Calvia Crispinilla
Calvia Crispinilla (fl. 54 circa) è stata una cortigiana romana.

## Biografia
Non sono chiare le origini di Calvia Crispinilla. Per alcuni studiosi sarebbe stata originaria dell'Africa, mentre per altri sarebbe stata di origine tergestina o istriana, discendente da una ricca famiglia di coloni da tempo proprietari dei grandi impianti produttivi di Loron, presso Parenzo. Crispinilla fu una favorita dell'imperatore Nerone, essendo l'addetta al guardaroba imperiale del palazzo. Doveva essere stata una donna di grande potere e influenza, avendo anche accompagnato Nerone e la sua terza moglie Statilia Messalina in un viaggio in Grecia nel 66. Gli storici a lei contemporanei la descrivono come avara e crudele; Tacito la chiama magistra libidinum Neronis, tutrice del vizio di Nerone. Cassio Dione ci informa del fatto che Calvia Crispinilla fosse diventata guardarobiera dell'eunuco caro a Nerone Sporo.
Intorno al 68, Crispinilla avrebbe incitato il comandante Clodio Macro a muovere rivolta in Africa, facendo anche in modo che venisse interrotto l'approvvigionamento di grano verso Roma. Non è chiaro se avesse favorito la defezione di Galba da Nerone, tant'è che riuscì a lasciare l'Africa in tempo poco dopo l'uccisione di Clodio Macro, mettendosi in salvo.
Dopo questi avvenimenti, furono molti coloro che chiesero la sua esecuzione, ma Crispinilla ricevette l'appoggio dell'imperatore Otone, che le consentì di sopravvivere al terribile anno dei quattro imperatori. Ciò fu probabilmente dovuto anche al suo matrimonio con un potente e influente politico, forse il senatore Sesto Traulo Montano o il console del 64 Gaio Lecanio Basso, suo conterraneo istriano.
(Tacito, Historiae, 1, 73, 2)

## Evidenze storiche
Molte anfore d'olio di oliva riportanti il suo nome sono state trovate nel sito dell'antica Poetovio sull'Adriatico. Sono inoltre state rinvenute tracce della sua sontuosa villa di Barcola presso Trieste e di molti suoi terreni in Puglia, dove i nomi di suoi due schiavi sono stati trovati su un'iscrizione presso Taranto. Oggi si ipotizza che Calvia Crispinilla potesse possedere proprietà anche in Tunisia e in Egitto.